# Thomas Krüger (Politiker, 1962)
Thomas Krüger (* 11. Januar 1962 in Osterwieck) ist ein deutscher Politiker der CDU und seit 2021 Abgeordneter im Landtag von Sachsen-Anhalt.

## Leben
Thomas Krüger absolvierte eine Ausbildung zum Betriebswirt. Von 1982 bis 1989 war er als Gastronom und als Bereichsleiter Gaststätten in der Konsumgenossenschaft tätig. Anschließend arbeitete Krüger als Einkäufer für ein Wirtschaftsunternehmen in Braunschweig, bevor er 1999 Büroleiter des CDU-Europaabgeordneten Horst Schnellhardt wurde.

## Politik
Krüger trat 1981 in die DDR-Blockpartei CDU ein.
Krüger war zwölf Jahre lang als Bürgermeister von Badersleben tätig. Ferner war er Mitglied des Ortschaftsrats von Huy-Neinstedt und des Gemeinderats der Gemeinde Huy, dessen Vorsitzender er ab 2002 war. Am 15. März 2009 wurde Krüger mit 68,8 % der Stimmen zum hauptamtlichen Bürgermeister der Gemeinde Huy gewählt. Am 13. März 2016 wurde er wiedergewählt. Daneben gehört er seit 2014 dem Kreistag des Landkreises Harz an.
Bei der Landtagswahl im Juni 2021 wurde Thomas Krüger als Direktkandidat der CDU über den Wahlkreis 14 (Halberstadt) als Abgeordneter in den Landtag von Sachsen-Anhalt gewählt. Das Direktmandat gewann er mit 30,4 % der Erststimmen. Im Zuge dessen trat Krüger zum 1. Juli 2021 als Bürgermeister der Gemeinde Huy zurück.